# Алламов, Ораздурды
Ораздурды Алламов (род. 6 января 1929) — советский передовик производства, звеньевой колхоза «Коммунизм» Ильялинского района Ташаузской области Туркменской ССР. Герой Социалистического Труда (1951).

## Биография
Родился в 1929 году в сельском поселении Ташаузской области Туркменской ССР в крестьянской туркменской семье.
После получения начального образования в сельской школе, в период Великой Отечественной войны Ораздурды Алламов начал свою трудовую деятельность обычным колхозником в местном хлопководческом колхозе «Коммунизм» Ильялинского района Дашогузской области Туркменской ССР.
С 1945 года после окончания Великой Отечественной войны Ораздурды Алламову было поручено возглавить хлопководческое звено хлопководческого колхоза «Коммунизм» Ильялинского района Дашогузской области Туркменской ССР. С 1950 года хлоповодческим звеном под руководством Ораздурды Алламова по итогам своей трудовой деятельности был получен урожай хлопка — 65,1 центнера с гектара на площади девяти гектаров. 30 июня 1950 года Указом Президиума Верховного Совета СССР «за выдающиеся трудовые достижения» Ораздурды Алламов был награждён медалью «За трудовую доблесть».
30 июля 1951 года Указом Президиума Верховного Совета СССР «за получение высоких урожаев хлопка в 1950 году на поливных землях» Ораздурды Алламов был удостоен звания Героя Социалистического Труда с вручением ордена Ленина и золотой медали «Серп и Молот».
16 марта 1965 года Указом Президиума Верховного Совета СССР «за перевыполнение плановых заданий и социалистических обязательств» Ораздурды Алламов был награждён медалью «За трудовую доблесть».
В последующем О. Алламов продолжил свою трудовую деятельность в колхозе, выполняя и перевыполняя свои производственно-сельскохозяйственные показатели.
8 апреля 1971 года Указом Президиума Верховного Совета СССР «за высокие производственные показатели в сельском хозяйстве» Ораздурды Алламов был награждён орденом «Знак Почёта».

## Награды
- Медаль «Серп и Молот» (30.07.1951)
- Орден Ленина (30.07.1951)
- Орден «Знак Почёта» (08.04.1971)
- Медаль «За трудовую доблесть» (30.06.1950; 16.03.1965)